# كريستوفر نورتن
كريستوفر نورتن (بالإنجليزية: Christopher Norton)‏ هو ملحن بريطاني، ولد في 24 يونيو 1953.

## وصلات خارجية
- الموقع الرسمي
- كريستوفر نورتون على موقع ميوزك برينز (الإنجليزية)